# イオン金ケ崎ショッピングセンター
イオン金ケ崎ショッピングセンター（イオンかねがさきショッピングセンター）は、岩手県胆沢郡金ケ崎町にある、イオン東北株式会社が運営するショッピングセンター。

## 概要
2004年9月に岩手県内では初、全国では7店舗目のイオンスーパーセンターとして開店した。イオンスーパーセンター金ケ崎店を核店舗とし、別棟含め複数のテナントが入居している。スーパーセンター業態であるため、全棟が平屋建ての構造となっている。
開店に先立って行われたプレオープンでは、2日間で25,000人が来店し見込み額の1.5倍の売り上げを記録した。
直営売場は当初24時間営業を行っていたが、のちに6時開店24時閉店に時間短縮された。

### 店名について
正式名称は「イオン金ケ崎ショッピングセンター」であり、各店舗のイオンスーパーセンターについても「ケ」を大文字で表記している。また、日本ショッピングセンター協会の公式サイトでも同様に「ケ」を大文字表記としている。ただし出店テナントの中には店名を「金ヶ崎店」と表記する店舗もあり、表記ゆれが見られる。

## 沿革
- 2003年（平成15年） - 出店を表明[8]。
- 2004年（平成16年）
  - 9月28日 - プレオープンを実施（2日間）[5]。
  - 9月30日 - イオン株式会社運営の「イオンスーパーセンター金ケ崎店」として開店[2][4]。
- 2005年（平成17年）11月21日 - イオンスーパーセンター株式会社発足に伴い、運営管理がイオン株式会社から移管[9]。
- 2018年（平成30年）4月24日 - 改装リニューアルを実施[10]。
- 2025年（令和7年）3月1日 - イオン東北株式会社によるイオンスーパーセンター株式会社の吸収合併に伴い、運営がイオン東北株式会社に移管。

## フロアとテナント

### フロア概要
核店舗のイオンスーパーセンター金ケ崎店と14の専門店で構成される。

### テナント
別棟のテナントのみ掲載。

#### 別棟
- ガスト北上金ヶ崎店（ファミリーレストラン）
- すき家4号金ヶ崎店（ファストフード）
- ダイソーイオン金ヶ崎店（100円ショップ）
- トーサイ北上金ケ崎店（自動車販売）
- ペトラス金ケ崎店（給油所）
- いんべコインランドリー（コインランドリー）

※テナント情報は2024年9月時点
出店テナント全店の一覧詳細情報、営業時間およびATMを設置している金融機関の詳細は、「公式サイト」を参照。

## アクセス
国道4号沿いに位置している。

### 鉄道
- 東日本旅客鉄道（JR東日本）東北本線 六原駅から徒歩で約15分。

### バス
- 金ケ崎町田園バス三ヶ尻線で、「イオンスーパーセンター」バス停下車。

### 自動車
- 東北自動車道 北上金ヶ崎ICから約6分。

## 周辺
- 岩手県県南運転免許センター
- 岩手県立金ケ崎高等学校
- トヨタ自動車東日本岩手工場（岩手中部工業団地内）